# Beate Scheffknecht
Beate Scheffknecht (* 27. Februar 1990 in Innsbruck) ist eine österreichische Handballspielerin, die dem Kader der österreichischen Nationalmannschaft angehört.

## Karriere

### Im Verein
Beate Scheffknecht spielte ab 2000 im Jugendbereich des SSV Dornbirn/Schoren und lief dort später mit der Frauenmannschaft in der Women Handball Austria auf. Im Sommer 2008 wechselte die Rückraumspielerin zum deutschen Bundesligisten 1. FC Nürnberg, für den sie in der Saison 2008/09 in der EHF Champions League auflief. 2009 schloss sie sich dem Zweitligisten SG BBM Bietigheim an, mit dem sie ein Jahr später in die Bundesliga aufstieg. In der Saison 2010/11 konnte sie aufgrund einer Schulterverletzung lediglich an sechs Bundesligapartien teilnehmen, in denen ihr 26 Treffer gelangen. Anschließend schloss sich Scheffknecht Frisch Auf Göppingen an. In der Spielzeit 2013/14 war sie mit 215 Toren die dritterfolgreichste Torschützin der Bundesliga. Seit dem Sommer 2015 stand sie beim Thüringer HC unter Vertrag. Mit dem THC gewann sie 2016 und 2018 die deutsche Meisterschaft. Seit dem Mai 2021 pausierte sie schwangerschaftsbedingt. Ab Juni 2022 nimmt Scheffknecht den Wiedereinstieg in den Handball-Sport als Spielerin beim Handballclub Blau-Weiss Feldkirch in Angriff.

### In der Nationalmannschaft
Beate Scheffknecht lief insgesamt 33-mal für die österreichische Jugend- sowie 102-mal für die A-Nationalmannschaft auf. Sie nahm mit Österreich an den Weltmeisterschaften 2007 und 2009 sowie an der Europameisterschaft 2008 teil.